# José Custódio de Sá e Faria
Se procura pelo abade de Faria, ver José Custódio de Faria
José Custódio de Sá e Faria (Portugal, 1710 — Buenos Aires, Argentina, 1792) foi um engenheiro militar português, cartógrafo, arquiteto, geógrafo e governador colonial do século XVIII que teve uma longa e importante trajetória nos territórios que atualmente constituem o Brasil, o Uruguai e a Argentina.

## Biografia

### Formação militar e início de carreira
Formou-se em engenharia pela Academia Militar das Fortificações de Portugal. A atenção dada aos estudos de arquitetura durante o período de sua formação acadêmica contribuíram centralmente para as suas primeiras experiências profissionais, quando em 1745 foi nomeado, pelo desembargador João Caetano Torel, para a construção de um aqueduto e uma muralha para as obras do Palácio das Necessidades; e quando, em 1750, elaborou o desenho referente a uma obra realizada no cruzeiro da Basílica de Santa Maria Mayor. Empregos esses que, certamente, o ajudaram no ingresso como Ajudante de Número de um dos Regimentos de Ordenança da guarnição da corte e na nomeação ao posto de Capitão de Infantaria, com exercício de engenheiro. 
Em 1750, ocupando o posto de Sargento-Mor, foi designado pelo vice-rei Gomes Freire de Andrade para integrar a Comissão Demarcadora, que visava realizar a delimitação das fronteiras entre os reinos de Portugal e Espanha conforme acordado no Tratado de Madri, instituído no mesmo ano. Assim sendo, Sá e Faria chegou ao Rio de Janeiro em 27 de novembro de 1751, embarcado na nau Nossa Senhora da Lampadoza, juntamente a outros oficiais portugueses, entre eles o engenheiro militar Miguel Ângelo de Blasco. No Brasil, a boa relação mantida com o referido vice-rei foi um fator decisivo para a sua ascensão social, uma vez que tendo a confiança daquele, Sá e Faria pôde aproveitar-se das beneficies ligadas à sua posição de prestígio. Nesse sentido, parte significativa da trajetória de Sá e Faria na América portuguesa esteve sob a órbita de influência de Gomes Freire de Andrade que, além de um mero superior hierárquico, mostrou-se um verdadeiro aliado do primeiro.  

### Atuação na América
Sendo nomeado 1º comissário da Terceira Partida (ou tropa) da expedição de demarcação sul, Sá e Faria partiu do Rio de Janeiro para o Rio Grande de São Pedro, Vila de Rio Grande, em 1752. Antes mesmo do início efetivo dos trabalhos de demarcação desse grupo, Sá e Faria embarcou para a Colônia do Sacramento, onde elaborou as suas primeiras projeções cartográficas, deixando já em evidência as suas habilidades enquanto cartógrafo. Nesta mesma localidade, reuniu-se com os demais oficiais da Terceira Partida e deu início aos trabalhos de demarcação que haviam sido delegados a esse grupo, dos quais viu-se envolvido entre os seguintes anos de 1753 e 1754. 

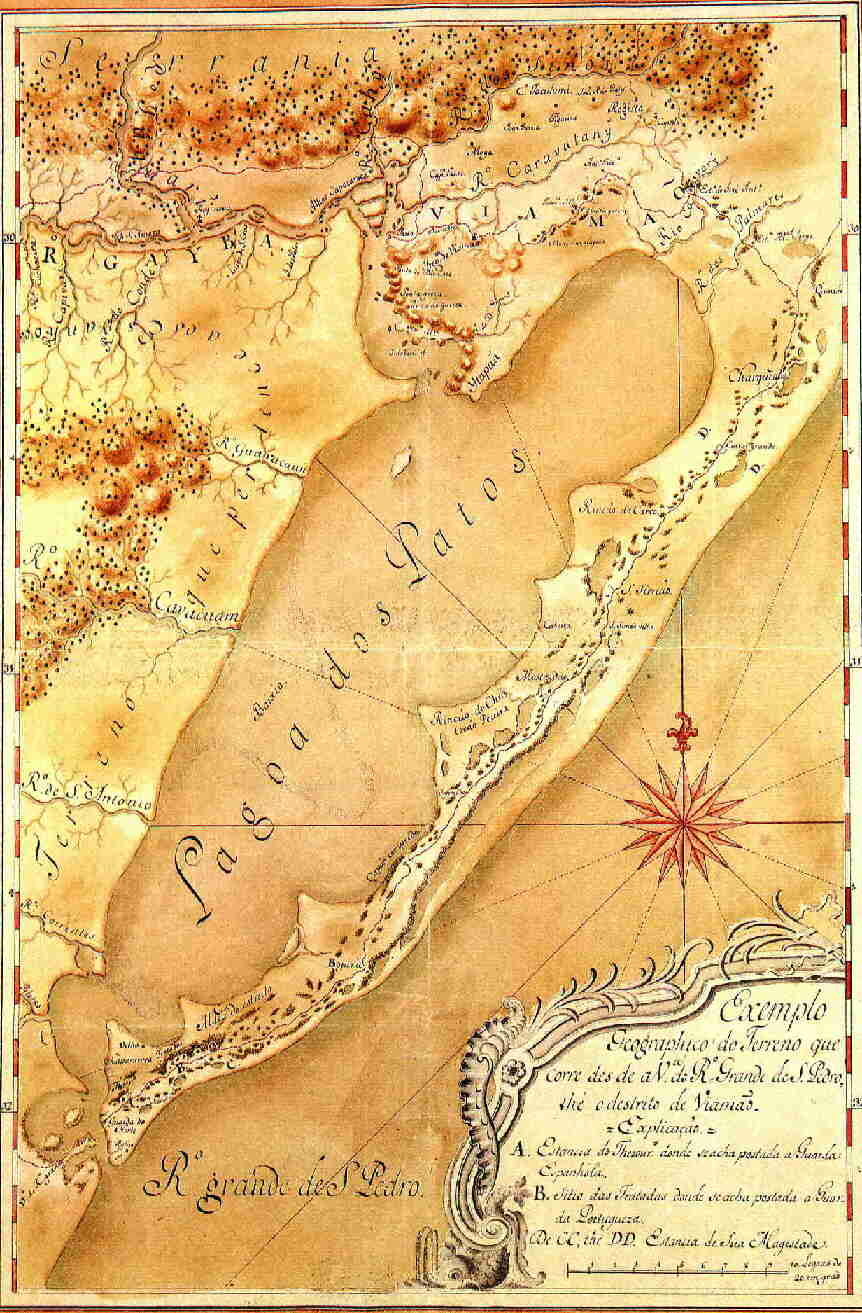
Representação do Rio Grande de São Pedro em 1763, por Sá e Faria.

Esses trabalhos, renderam a Sá e Faria a ascensão a alguns postos de destaque, como as nomeações aos postos de Tenente-Coronel e ajudante-geral, ambas em 1755 e pelas mãos do vice-rei Gomes Freire. Reintegrando-se à expedição portuguesa na Vila de Rio Grande em dezembro de 1755, deu início àqueles que viriam a ser seus primeiros trabalhos sobre a região do Rio Grande de São Pedro. Todavia, a partir do ano seguinte, teve a sua atuação voltada para os conflitos relacionados à Guerra Guaranítica. Parte importante dos eventos referente a esse conflito foram narrados por Sá e Faria em seu "Diário de Expedição e Demarcação da América Meridional e das Campanhas das Missões do Rio Uruguai". Após uma curta interrupção nas atividades de demarcação por conta do adensamento do conflito contra os indígenas missioneiros, Sá e Faria assumiu o posto de Primeiro Comissário da Primeira Partida, sob a indicação do próprio Gomes Freire, que justificou a escolha a partir da vasta experiência de reconhecimento e demarcação adquirida pelo seu nomeado durante os trabalhos feitos na Terceira Partida.  
Em 1759, frente a um impasse relativo às demarcações na cabeceira principal Rio Ibicuí, Gomes Freire valeu-se novamente de seu ajudante-geral, bem como de Miguel Ângelo de Blasco, ao nomeá-lo para a defesa das pretensões cartográficas portuguesas perante os renomados cartógrafos espanhóis Francisco Millau y Maraval e Francisco de Arguedas. É deste período um importante texto de Sá e Faria sobre a autoridade do Mapa das Cortes e a questão do Ibicuí, cujo papel foi, certamente, importante no sentido de fazer valer os interesses dos portugueses sobre os dos espanhóis.  
No transcorrer dos anos seguintes, até 1764 quando assumiu o posto de governador da Capitania do Rio Grande São Pedro, Sá e Faria descolou-se, sob ordem de Gomes Freire, à Ilha de Santa Catarina e, posteriormente, ao Rio de Janeiro. Na Ilha, Sá e Faria empenhou-se na elaboração e edificação de fortalezas, em que são exemplares os fortes de São Francisco Xavier da Praia de Fora e o de Santana do Estreito; ao passo que no Rio de Janeiro, no curto período em que lá ficou, foi nomeado para o posto de Coronel de um dos regimentos de Infantaria. A nomeação para o referido cargo de governador na condição de titular ocorreu somente em 18 de março 1767, através de um decreto emitido pelo monarca português D. José I, que conferia o governo à Sá e Faria pelo período de três anos. 

### Governador da Capitania de Rio Grande de São Pedro
A subida de José Custódio de Sá e Faria ao cargo de governador da Capitania de Rio Grande de São Pedro, advém da confluência de diversos fatores: em primeiro lugar, do processo de invasão castelhana ao Rio Grande, resultado da Guerra Hispano-Portuguesa, entre os anos de 1762 a 1763; em segundo, da morte do então governador da mesma localidade, Inácio Elói Madureira, e, por último, da enorme insatisfação contra aquele que ocupava o cargo interino na capitania, Francisco Barreto. Frente a esse emaranhado de fatores, José Custódio foi nomeado, pelo vice-rei Conde da Cunha, governador interino da Capitania do Rio Grande de São Pedro, assumindo o cargo em 16 de junho de 1764. 
Assumindo aquela que foi, sem dúvidas, a posição de maior status social em sua vida, Sá e Faria, porém, ingressou ao governo da Capitania de Rio Grande de São Pedro em um momento bastante delicado de sua história. Para além da situação de armistício, consequência direta dos conflitos contra os castelhanos da região do Prata, Rio Grande de São Pedro encontrava-se assolado por um vultoso endividamento, na cada de mais de duzentos contos de réis, o que enquadrava a Capitania em uma situação de verdadeira recessão econômica.       
Nesse sentido, as primeiras medidas adotadas por Sá e Faria à frente do cargo de Governador do Rio Grande de São Pedro foram marcadas pelo caráter defensivo, o que envolveu a construção de fortins de baixa despesa a fim de assegurar as possessões portuguesas contra o avanço espanhol. Outra estratégia de defesa adotada pelo Governador, foi a de promover o povoamento das regiões a cerca do Rio Taquari (mais especificamente, Rio Pardo, Santo Amaro e Taquari), o que fez através do direcionamento dos ilhéus açorianos e, também, dos indígenas oriundos dos Sete Povos Orientais, que foram alojados em aldeias naquelas regiões. A estratégia por trás da promoção do povoamento era a de garantir as posses portugueses por meio do princípio do uti posidetis, que assegurava a legitimidade da posse da terra a partir do critério da ocupação da mesma.      
Estando a vila de Rio Grande sob as mãos dos castelhanos, liderados pelo governador do Rio da Prata, Pedro de Cevallos, Sá e faria elaborou um plano de recuperação e expulsão dos espanhóis da referida vila no ano de 1767. Todavia, frente à rápida percepção da presença inimiga por parte dos castelhanos que, sem perder tempo, valeram-se das bocas de ferro que protegiam a vila e alvejaram contra os invasores chefiados por José Marcelino de Figueiredo, o plano de reconquista de Sá e Faria acabou sendo malsucedido após o recúo forçado de suas tropas. Ainda que o objetivo almejado não tenha sido alcançado, os combatentes de Sá e Faria conseguiram desalojar os castelhanos e reconquistar a cidade de São José do Norte. Não obstante, visto que reinava a paz entre as cortes de Espanha e Portugal na Europa, Sá e Faria foi afastado do governo por desobedecer às ordens de harmonia ditadas pela metrópole.        

### Conversão às forças castelhanas
Longe de obstaculizar a ascensão social de Sá e Faria, o afastamento do cargo de governador do Rio Grande de São Pedro significou tão somente um pequeno contratempo, que não impediu, em nada, a nomeação ao posto de Brigadeiro, em 1771, bem como os importantes serviços prestados nas regiões sudeste e centro-oeste do Brasil[./José_Custódio_de_Sá_e_Faria#cite_note-FOOTNOTEGama202357-58-17 [17]]. A título de exemplo: no Rio de Janeiro, Sá e Faria projetou a Igreja de Santa Cruz dos Militares, com um desenho inovador de influência neoclássica; ao passo que no centro-oeste, integrou uma expedição cuja atuação no Mato Grosso se estendeu até o ano de 1755, quando elaborou o Diário de viagem que fez o brigadeiro José Custódio de Sá e Faria da cidade de São Paulo a praça de Nossa Senhora dos Prazeres do rio Igatemy.
Estourando a Guerra hispano-portuguesa (1776-1777), que teve como palco a Ilha de Santa Catarina, conquistada pelos espanhóis ao fim do conflito, Sá e Faria é convocado diretamente pelo Marques de Pombal para conter a expedição organizada por Pedro de Cevallos. Apesar dos esforços, Sá e Faria foi ao mesmo tempo capturado, na condição de refém dos espanhóis, e considerado parcialmente culpado pela derrota aos olhos dos portugueses. Frente a essa conjuntura, Sá e Faria abdicou de seu caráter de súdito de Portugal e converteu-se à Coroa espanhola, ao lado de Cevallos, a quem interessava enormemente poder contar com os serviços de um engenheiro militar já bastante experiente, uma vez que, nas palavras do mesmo: "no hay en las dos naciones quien haya visto y reconocido como él, ni tenga su conocimiento de los confines de ambos Dominios en este continente".
Nas possessões hispânicas da América, foi nomeado diretor de obras públicas da cidade de Buenos Aires, e ajudou a desenhar a cúpula da Catedral de Buenos Aires, além de realizar um projeto, não executado, para a fachada. Também é de sua autoria vários edifícios de aluguel ("casas redituantes") para a Universidade de Buenos Aires, ainda existentes no centro da capital argentina. No atual Uruguai, desenhou vários edifícios, como a Catedral de Montevidéu e a Igreja de Maldonado.
Ainda que tenha sido uma decisão bastante contraditória, haja vista a existência daqueles que o julgam enquanto um traidor da Coroa portuguesa, o fato é que Sá e Faria serviu à Espanha até os últimos dias de sua vida, quando faleceu em Buenos Aires em 1792, sendo sepultado na Igreja da Irmandade de Santa Cruz que, inclusive, foi projetada pelo mesmo,